# Christoffel van Brants
Christoffel van Brants (Amsterdam, 1 augustus 1664 – aldaar, 5 november 1732) was een Nederlands koopman en ambassadeur.
Hij werd geboren als Christoffel Brants, en was de tweelingbroer van Jacob Brants. Hun vader Enno Brants was een uit Wittmund afkomstige kuiper die zich ontwikkelde tot koopman. Moeder Hilletje Fredericks was eveneens uit Wittmund afkomstig. Of beide ouders elkaar al kenden uit Wittmund, of elkaar pas in Amsterdam hebben leren kennen in de Lutherse gemeente aldaar is niet bekend. Voor de tweeling was al een zoon geboren die op negenjarige leeftijd is overleden. Ook Jacob is waarschijnlijk jong overleden. Na de tweeling werden nog twee dochters geboren.
Brants groeide op met Jan Thesingh, de oudste zoon van de Amsterdamse koopman Hendrik Thesingh.
In 1686 was hij op 21-jarige leeftijd bevrachter, en procuratiehouder van de Amsterdamse koopman Philip Sael. Mogelijk reisde hij in dat jaar naar Archangelsk. Vast staat dat hij eind 1688 of begin 1689 in Archangelsk aankwam en er in juli 1693 tsaar Peter de Grote ontmoette met wie hij bevriend raakte. Brants zat op dat moment in de graanhandel en regelde transporten vanuit Moskou naar Amsterdam waar het handelshuis van Thesingh voor verdere distributie zorgde.

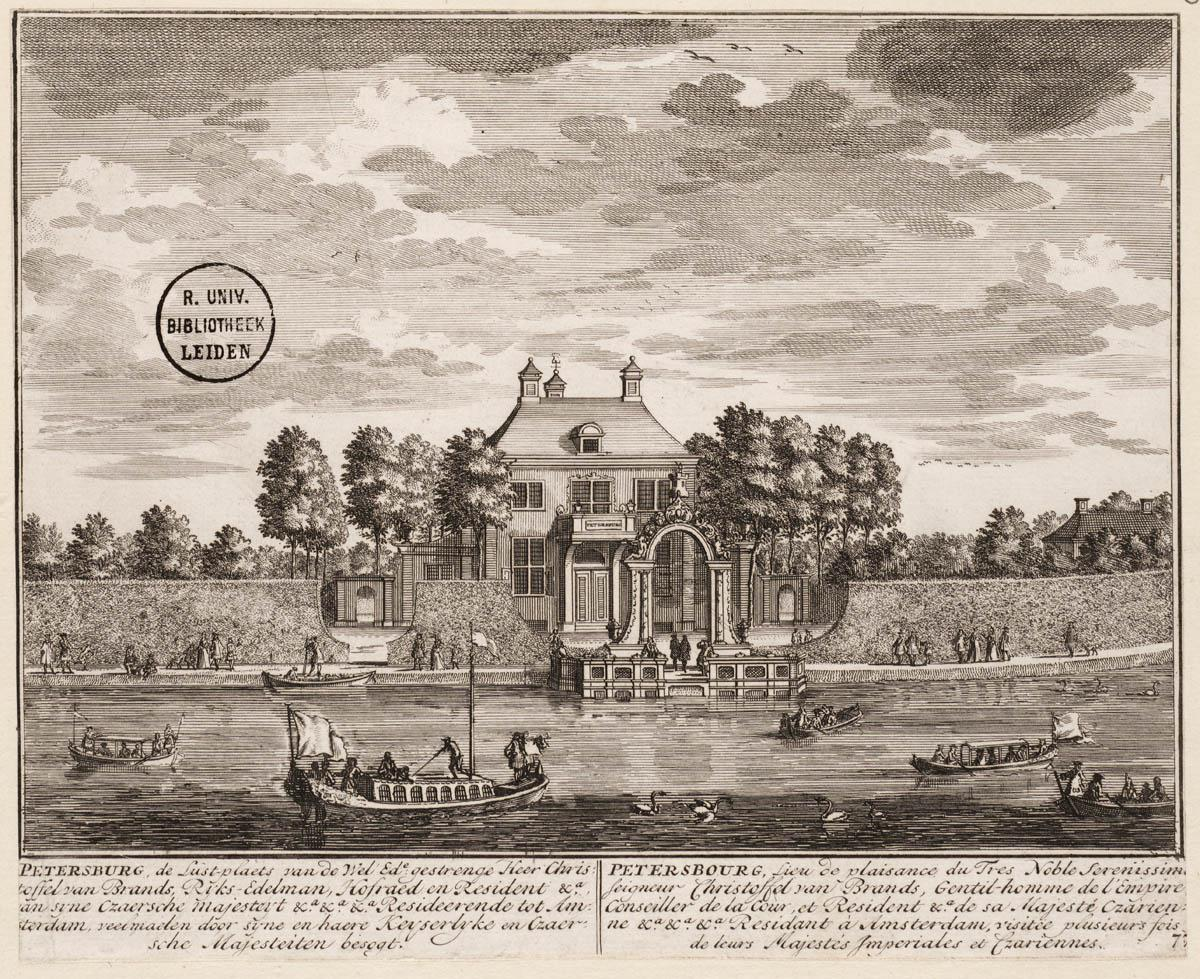
De buitenplaats Petersburg aan de Vecht in 1719 afgebeeld.

In 1704 keerde Brants terug naar Amsterdam. Hij kocht twee huizen aan de Keizersgracht die hij liet samenvoegen. Op 4 januari 1705 kocht hij bij Nigtevecht de buitenplaats Huys ten Ham, die hij Petersburg noemde, en op 11 februari 1716 kocht hij het huis De Wildeman aan de Keizersgracht. In 1717 werd Brants door tsaar Peter de Grote in de Russische adelstand verheven, waarna hij zich Christoffel van Brants mocht noemen, en hij werd door de tsaar tot ambassadeur van Rusland in Amsterdam benoemd.
Op 20 mei 1732 legde hij de eerste steen van het door hem gestichte Van Brants Rus Hofje aan de Nieuwe Keizersgracht. Het werd ontworpen door Daniël Marot en was bedoeld voor kinderloze vrouwen ouder dan 50 jaar. De vrouwen moesten minimaal tien jaar in Amsterdam wonen en zes jaar lid van de Lutherse gemeente zijn.

Van Brants overleed een half jaar later op 68-jarige leeftijd.